# تاپ اکسپرس
تاپ اکسپرس (انگلیسی: TAP Express) شرکت هواپیمایی پرتغالی است، که در سال ۲۰۱۶ تأسیس شد.